# دانيال كادينا
دانيال كادينا (بالإسبانية: Daniel Cadena)‏ هو لاعب كرة قدم إسباني، ولد في 9 فبراير 1987 في مانثانيا في إسبانيا. شارك مع منتخب نيكاراغوا لكرة القدم. أما مع النوادي، فقد لعب مع راسينغ كلوب بورتوينسي وريال بيتيس.

## وصلات خارجية
- دانيال كادينا على موقع قاعدة بيانات كرة القدم.إي يو (الإنجليزية)
- دانيال كادينا على موقع ناشيونال فوتبول تيمز (الإنجليزية)
- دانيال كادينا على موقع Soccerway.com (الإنجليزية)